# Mutinerie de la prison d'Attica

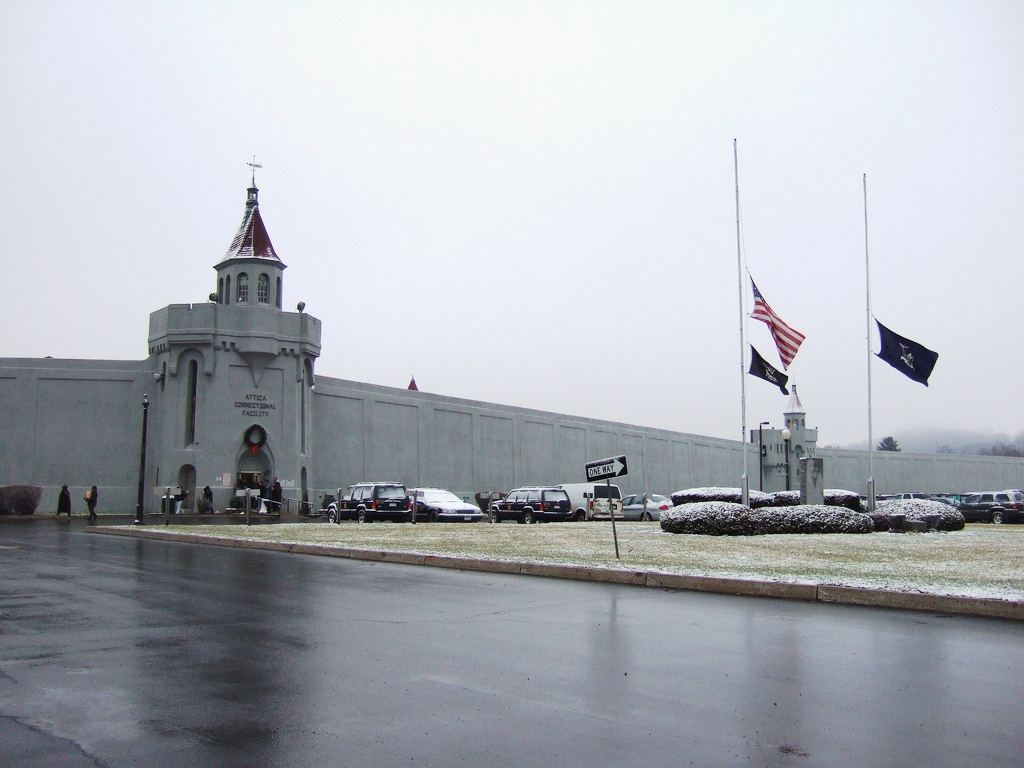
Entrée de la prison avec, à droite, le monument pour les officiers et les employés de la prison morts durant la mutinerie.

La mutinerie d'Attica est un soulèvement de prisonniers du centre correctionnel d'Attica dans l'État de New York qui eut lieu entre le 9 et le 13 septembre 1971. Majoritairement organisée par des détenus noirs quelques jours après l'assassinat du militant du Black Panther Party George Jackson, cette mutinerie eut lieu dans un contexte de conflit exacerbé autour de la question des droits civiques et du racisme.

## Historique
Le 21 août 1971, George Jackson, qui avait rejoint en prison le Black Panther Party (BPP), est tué par les gardiens dans la cour de la prison de San Quentin en Californie lors d'une tentative d'évasion. Sa mort provoque un mouvement de protestation dans la prison d'Attica de l'État de New York, 800 prisonniers portant le lendemain un brassard noir en signe de deuil et refusant de manger au petit-déjeuner,. Sam Melville, détenu blanc anti-raciste condamné pour une série d'attentats similaires à ceux du Weather Underground, est l'un des initiateurs du mouvement de protestation, aux côtés d'Akil Al-Jundi.
Progressivement, le mouvement de protestation s'étend aux conditions de détention d'Attica, les détenus critiquant en particulier le racisme des gardiens. La direction répond par des fouilles accrues. Ayant élu des représentants au Attica Liberation Front (Front de libération d'Attica), les détenus demandaient alors des douches, des moyens pour étudier, moins de censure sur les courriers et les visites, un salaire minimum, une meilleure nourriture et de meilleurs soins médicaux, le droit de se rassembler à des fins politiques ou religieuses, la liberté de culte, une meilleure formation des gardiens, l'établissement d'une procédure visant à recueillir les griefs des détenus, la mise en place de programmes d'éducation et de réinsertion, etc. Ils n'avaient droit à cette époque qu'à une douche par semaine et qu'un seul rouleau de papier hygiénique par mois par personne. Une de leurs revendications, la plus simple, était de pouvoir disposer de papier hygiénique à volonté.
Une première requête avait été adressée par courrier. Puis, en réponse à des rumeurs de torture de deux prisonniers, les détenus se révoltèrent le 9 septembre 1971, s'emparant de la cour du bâtiment D et prenant quarante-deux gardiens et civils en otage. Leur déclaration affirme notamment :
« Nous sommes des ÊTRES HUMAINS ! Nous ne sommes pas des bêtes et n'acceptons pas d'être traités et brutalisés comme telles. […] Nous avons exprimé des revendications qui nous rapprochent du jour où ces institutions carcérales, qui ne sont d'aucune utilité pour le peuple américain et servent uniquement à ceux qui voudraient asservir et exploiter la population d'Amérique, disparaîtront enfin. »
1 300 mutins négocièrent avec une équipe de médiateurs qui avait été réquisitionnée et qui comprenait Tom Wicker (en), un rédacteur du New York Times, James Ingram du Michigan Chronicle (en), le représentant de l'État Arthur Eve (en), d'autres élus ainsi que l'avocat engagé William Kunstler, des membres des Young Lords (organisation chicano) et du Black Panther Party. Un garde blessé lors de l'émeute mourut le samedi 11 septembre à l'hôpital.
28 des demandes des prisonniers furent acceptées mais la revendication d'amnistie pour les prisonniers impliqués dans la mort du gardien fut refusée, de même que le transfert des mutins dans des pays amis tels que Cuba ou l'Algérie.
Le 11 septembre 1971, Boby Seal (Black Panther) intervint, dans le sens de retarder l'acceptation d'un compromis par les mutins. Or le décès de l'officier W. Quinn, otage, devait faire de cette journée le moment critique de cette crise, et considérée a posteriori comme la dernière où une issue négociée aurait été possible.
Après ce tournant dramatique, les autorités déclarèrent que tout prisonnier impliqué serait passible de la chaise électrique (aucune condamnation à mort n'eut finalement lieu). Les négociateurs des deux parties réclamèrent la présence du gouverneur Nelson Rockefeller qui refusa de venir, prétextant que sa présence n'aiderait en rien à sortir du conflit[réf. nécessaire].
Après quatre jours de mutinerie, plus de 500 militaires prirent la prison d'assaut sur ordre de Rockefeller. Le bilan final fut de 10 gardiens tués (dont 9 lors de l'assaut, tués par les armes de la police) et de 29 prisonniers (4 prisonniers ont été tués par leurs codétenus, les 25 autres, dont Sam Melville, par la police). Les meneurs furent torturés, tués à bout portant ou transférés.
Les médias ont rapporté que les prisonniers avaient égorgé plusieurs des otages (un journal avait par exemple titré « J'ai vu des gorges ouvertes ») mais cela fut contredit par les expertises médicales.
Les émeutes d'Attica ont attiré l'attention des médias sur l'état des prisons aux États-Unis pendant les années 1960 et 1970. Elles ont aussi mis en évidence le fonctionnement raciste du système pénitentiaire américain et le fanatisme des gardiens.
Quatre jours après la répression de la mutinerie de la prison d'Attica, le Weather Underground organisa un attentat contre la direction de l'administration pénitentiaire d'Albany en représailles, avertissant de celui-ci à l'avance afin d'éviter toute victime.
La commission McKay, chargée d’enquêter sur la mutinerie, dira en 1972 qu': "À l’exception des massacres d’Indiens à la fin du XIXe siècle, l’assaut de la police de l’État de New York, qui mit fin à ces quatre jours de soulèvement, fut la plus sanglante journée de combats entre Américains depuis la guerre de Sécession".
Après des années de démarches judiciaires, en l'an 2000, l'État de New York accepte de payer 8 millions de dollars (12 millions de dollars moins les frais de justice) pour trancher le litige. L'État de New York accord également 12 millions de dollars aux familles du personnel de la prison décédé.
Le 9 septembre 2016, pour le 45e anniversaire de la mutinerie, a lieu une grève d'une partie des 2,4 millions de prisonniers-travailleurs aux États-Unis, 40 prisons sur 27 États, ils sont payés quelques cents de l'heure ou pas du tout. Pour se défendre, ils se sont organisés au sein du syndicat IWW,,.

## Question raciale
La question raciale est souvent considérée comme à l'origine de l'émeute. Sur environ 2 300 détenus (dans une prison prévue pour 1 600), 54 % étaient afro-américains et 9 % originaires de Porto Rico alors que les 383 gardiens en chef étaient blancs. Des rapports antérieurs avaient établi que les gardiens étaient ouvertement racistes et frappaient régulièrement les prisonniers avec leurs bâtons qu'ils appelaient « matraques à nègres ».
Le militantisme noir était alors à son apogée et plusieurs prisons avaient transféré des militants noirs à Attica. Seulement quelques jours auparavant, le militant des Black Panther George Jackson était mort des mains des gardiens de la prison d'État de San Quentin, en Californie, ce qui avait accru la tension raciale.
Cette émeute a révélé que le racisme du système pénitentiaire concernait aussi les prisons des États du nord que beaucoup pensaient exemptes de racisme. Elle a eu pour conséquence la nécessaire amélioration du sort des détenus appartenant aux minorités qui souvent étaient devenus majoritaires dans les prisons correctionnelles d'État à travers les États-Unis.

## Représentations culturelles
Trois téléfilms américains retraçant l'émeute ont été produits :
- en 1980 : Révolte dans la prison d'Attica, de Marvin J. Chomsky, avec George Grizzard ;
- en 1994 : Les Révoltés d'Attica (Against the Wall), de John Frankenheimer, avec Samuel L. Jackson.
- en 2001 : Le Massacre d'Attica (The Killing Yard), d'Euzhan Palcy, avec Alan Alda, Morris Chestnut et Rose McGowan (Showtime/Paramount) pour le 30e anniversaire des émeutes et du massacre.

Par ailleurs, un documentaire intitulé Attica, également américain, a été réalisé en 1974 par Cinda Firestone.
L'évènement est représenté dans au moins deux chansons : Attica State de John Lennon en 1972 dans l'album Some Time in New York City, et The Hostage de Tom Paxton qui présente le point de vue d'un des gardiens otages. La chanson de Paxton a été popularisée par Judy Collins qui l'a incluse en 1973 dans son album True Stories and Other Dreams (en). Les émeutes d'Attica ont également inspiré la chanson de 10cc Rubber Bullets, et la composition de Charles Mingus Remember Rockefeller at Attica sur l'album Changes One (en).
Une chanson de 1972 du saxophoniste de jazz Archie Shepp et l'album sur lequel elle figure sont intitulés Attica Blues en référence à cette mutinerie.
En 1972, le compositeur Frederic Rzewski a écrit deux pièces, Coming Together / Attica, qui comportent des extraits de lettres de Sam Melville, un des prisonniers tués lors de l'assaut.
Parmi les œuvres de la chanson française, l'évènement est évoqué durant la chanson "Babylone-U.S.A." de Colette Magny (album "Répression" sorti en 1972) ainsi que dans "Frères ?" de Dick Annegarn (album "Frères ?" sorti en 1986).
Dans le film Un après-midi de chien de 1975, le personnage joué par Al Pacino, Sonny, qui retient huit employés de banque en otage, entame un cri « ATTICA ! ATTICA ! » à la police massée devant la banque. La foule rassemblée applaudit.
John Travolta (Tony Manero), dans La Fièvre du samedi soir, en se préparant pour aller danser, crie « Al Pacino ! », en regardant un poster de lui tiré du film Serpico affiché sur le mur de sa chambre. Travolta crie aussi plusieurs fois « Attica, Attica », faisant toujours référence à son idole Al Pacino et à sa fameuse réplique « Attica, Attica », dans le film Un après-midi de chien (1975).
Gregory House, dans la série Dr House, fait de même face à Lisa Cuddy dans l'épisode Dans les yeux, en signe de protestation, pour retrouver son ancienne moquette.
Les émeutes sont mentionnées dans le poème d'Allen Ginsberg Hadda Been Playing on the Jukebox, qui a été présenté par Rage Against the Machine.
La mutinerie est mentionnée dans le dernier épisode de la saison 4 de la série télévisée Orange Is the New Black, lors de laquelle un soulèvement des prisonnières se produit. La mutinerie de la saison 5 et celle d'Attica comportent des points communs, que ce soit l'origine du soulèvement — la mort d'une détenue noire —, la façon de procéder — tir sur un gardien, prise d'otages, etc. —, ou encore les revendications — de meilleures conditions de vie, l'accès à l'éducation, etc.
La série carcérale Oz, diminutif d'Oswald, tient son nom (en plus de la référence au Pays d'Oz) en référence à Russell G. Oswald, responsable des prisonniers de l'époque qui a pris la décision d'utiliser la force pour calmer l'émeute. De plus, le dernier épisode de la première saison fait directement référence à Attica lors d'une émeute des prisonniers[réf. souhaitée].
Le récit de la mutinerie clôt le livre de Paul Auster 4 3 2 1 publié en 2017.

### Émission de radio
- « 1971 : les révoltés d’Attica », sur France Inter, 17 novembre 2022 (consulté le 17 novembre 2022).